# Filandia Elisa Pizzul
Filandia Elisa Pizzul  (Ciudad de Buenos Aires, Argentina, 22 de mayo de 1902 - 1987) fue la primera arquitecta graduada en la República Argentina.

## Primeros años
En 1929 se graduó en Arquitectura en la Escuela de Arquitectura de la Universidad de Buenos Aires, convirtiéndose en la primera mujer en su país en obtener dicho título.

## Trayectoria
En 1928 empezó su carrera profesional en la Comisión Asesora de Asilos y Hospitales Nacionales, dependiente entonces del Ministerio de Relaciones Exteriores, Culto y Beneficencia como subinspector de obras, convirtiéndose también en la primera mujer en trabajar en ese organismo.
Entre otros cargos que ocupó se destacan directora general de Talleres y Conservación del Ministerio de Salud Pública de la Nación, directora general de Conservación del Ministerio de Obras Públicas de la Nación y asesora del Director Nacional de Arquitectura.
En la función pública fue representante del ministro de Salud Pública de la Nación ante el Congreso Panamericano de Arquitectos (Lima, 1947), delegada de la Comisión Asesora de Asilos y Hospitales regionales (La Habana, 1950) y prosecretaria de la Comisión de Sanidad del Congreso de Asistencia Social, organizado por el ministro de Relaciones Exteriores y Culto, Dr. Carlos Saavedra Lamas (1934).
En 1960 se retira de la actividad profesional.
Además de la arquitectura Filandia tuvo como pasión la aeronáutica, por lo que en 1928 se inscribió en un curso para universitarios organizado por la Dirección de Aeronáutica Civil donde obtuvo el brevet de piloto N.º 181.
Siguiendo con su pasión aeronáutica fue socia fundadora y presidenta del Centro Universitario de Aviación, socia del Centro de Aviación Civil, miembro fundador de la Cámara Argentina de Aeronáutica, y socia fundadora del Club Argentino de Planeadores Albatros. Para luego unir la aeronáutica y la arquitectura cuando fue la encargada de preparar el anteproyecto para la creación del Aeroparque Jorge Newbery.
En lo que respecta a su vida académica, organizó la biblioteca de la Facultad de Arquitectura de la Universidad de Buenos Aires, de la cual se convirtió en su primera directora. Una sala lleva su nombre.